# Ste-Colombe (La Digne-d’Amont)

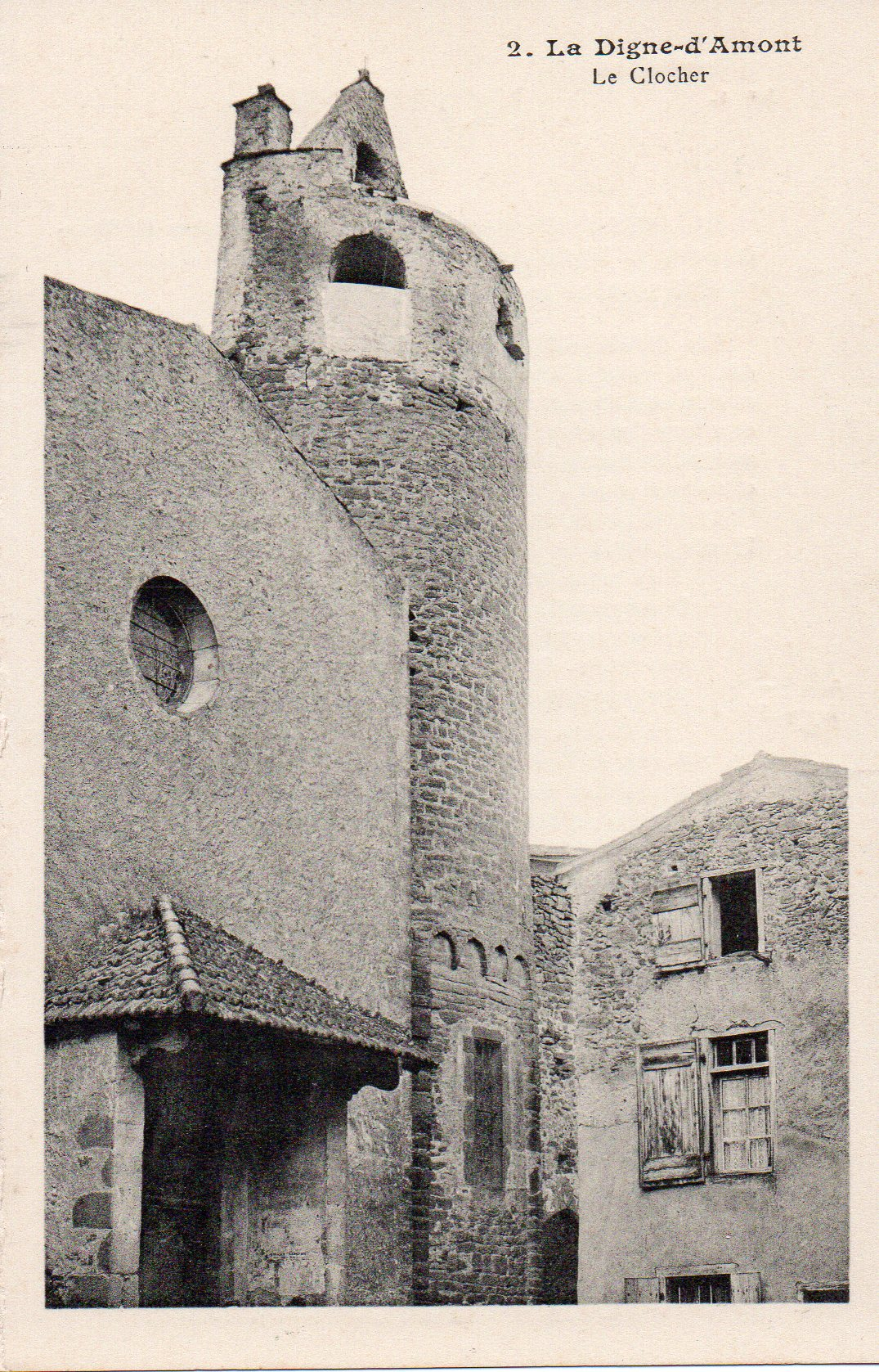
Kirche Ste-Colombe, Blick zum Hauptportal und Apsis der romanischen Kirche

Ste-Colombe ist die römisch-katholische Pfarrkirche von La Digne-d’Amont im Département Aude in Frankreich. Die Kirche wurde 1948 als Monument historique eingestuft.

## Geschichte
Die dem Patrozinium der heiligen Kolumba von Sens unterstellte Kirche geht im Kern auf ein Bauwerk der Romanik aus dem 11. Jahrhundert zurück, das sich in wesentlichen Teilen im heutigen nördlichen Seitenschiff erhalten hat. Ein Gotteshaus an der Stelle ist seit dem Jahr 943 belegt, möglicherweise auf älteren westgotischen Fundamenten, als sich die Kirche im Besitz des Marienklosters in Camon befand. Ab 959 gehörte sie zu den Besitzungen der Abtei Lagrasse. Am 3. Januar 1088 ist eine Weihe der Kirche durch Dalmace, den Erzbischof von Narbonne belegt, wohl nach Neubau der romanischen Kirche. Dieses Bauwerk dient heute als Seitenschiff bzw. Taufkapelle. In ihrer Apsis ist der Taufstein der Kirche aufgestellt. Über der alten Apsis erhebt sich ein Turm, der möglicherweise ursprünglich als Wehrturm gedient hat. Er wurde 1853 um den Glockengiebel erhöht. Bei der Erweiterung der Kirche wurde die traditionelle Ostung des Gotteshauses aufgegeben und der Sakralbau nach Westen orientiert, wo sich der Hochaltar aus dem 18. Jahrhundert befindet. Das Hauptportal befindet sich heute im Osten neben der alten Apsis der romanischen Kirche. In den Jahren 1996/98 sowie 2017/19 fanden grundlegende Restaurierungsarbeiten des Gotteshauses statt.

## Ausstattung
In der Kirche sind als Monument historique eingestuft:
- Hochaltar, Marmor und Stuck bemalt und vergoldet, 18./19. Jahrhundert[4]
- Kanzel, Holz, 18. Jahrhundert[5]
- Ostensorium, Holz bemalt, 18. Jahrhundert[6]
- Grabkreuz, Stein behauen, 14. Jahrhundert, 1742 wiederverwendet[7]